# La Houssaye-Béranger
La Houssaye-Béranger település Franciaországban, Seine-Maritime megyében. Lakosainak száma 539 fő (2022. január 1.). La Houssaye-Béranger Beautot, Le Bocasse, Clères, Étaimpuis, Fresnay-le-Long, Frichemesnil, Grugny és Varneville-Bretteville községekkel határos.

## Népesség
A település népességének változása:
| Lakosok száma | 519  | 535  | 542  | 534  | 534  | 534  | 534  | 534  | 539  |
|               | 2013 | 2015 | 2016 | 2017 | 2018 | 2019 | 2020 | 2021 | 2022 |